# Jüdische Gemeinde Saint-Mihiel

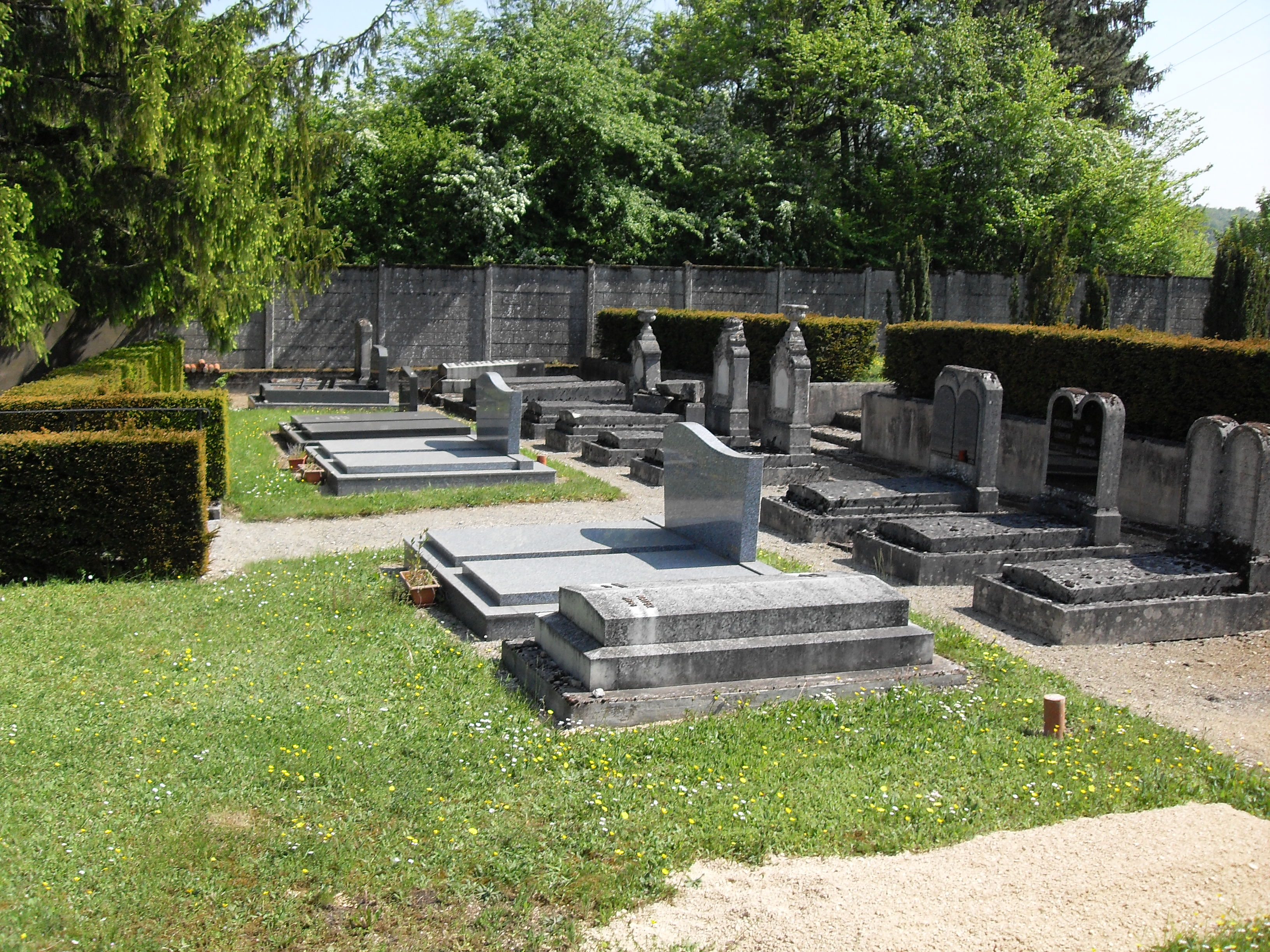
Jüdischer Friedhof in Saint-Mihiel

Eine Jüdische Gemeinde in Saint-Mihiel, einer französischen Gemeinde im Département Meuse in Lothringen, bestand seit Anfang des 19. Jahrhunderts. Im Jahr 1854 lebten 163 jüdische Bürger in Saint-Mihiel.